# Europees-mediterrane kampioenschappen boogschieten 2004 (indoor)
De Europees-mediterrane kampioenschappen indoorboogschieten 2004 waren door de European & Mediterranean Archery Union (EMAU) georganiseerde kampioenschappen voor boogschutters. De negende editie van de Europese kampioenschappen vond plaats in het Italiaanse Sassari van 15 tot en met 21 maart 2004. Mannen en vrouwen konden individueel en in teamverband meedoen, er werd geschoten met de recurveboog en met de compoundboog.

## Resultaten

### Recurve
| M/V         | Onderdeel                                         | Goud                                           | Zilver                                                | Brons |
| Mannen      |                                                   |                                                |                                                       |       |
| individueel | Jocelyn de Grandis                                | Michele Frangilli                              | Balzjinima Tsyrempilov                                |       |
| team        | Oleksandr Serdiuk Ihor Parchomenko Dmytro Hraczow | Michele Frangilli Marco Galiazzo Ilario Di Buò | Balzjinima Tsyrempilov Andrei Abramov Bulat Badmaslov |       |
| Vrouwen     |                                                   |                                                |                                                       |       |
| individueel | Anna Poettseva                                    | Natalia Valeeva                                | Jelena Dostaj                                         |       |
| team        | Anna Poettseva Jelena Dostaj Gerelma Erdinijeva   | Wiebke Nulle Karina Winter Susanne Possner     | Kristina Esebua Chatuna Narimanidze Olga Ladigina     |       |

### Compound
| M/V         | Onderdeel                                     | Goud                                                  | Zilver                                          | Brons                                      |
| Mannen      | individueel                                   | Peter Elzinga                                         | Stefano Mazzi                                   | Chris White                                |
| Mannen      | team                                          | Stefano Mazzi Marco del Ministro Vincenzo Ciampolillo | Dominique Genet Jerome Delplace Jean Marc Beaud | Roel Wieser Fred van Zutphen Peter Elzinga |
| Vrouwen     |                                               |                                                       |                                                 |                                            |
| individueel | Sandrine Vandionant                           | Ivana Buden                                           | Nicola Simpson                                  |                                            |
| team        | Sandrine Vandionant Valérie Fabre Peggy Braem | Gladys Willems Noella Verhoeven Yolande Anris         | Giorgia Solato Assunta Atorino Eugenia Salvi    |                                            |